# Mens
Mens je naselje in občina v vzhodnem francoskem departmaju Isère regije Rona-Alpe. Leta 2009 je naselje imelo 1.404 prebivalce.

## Geografija
Kraj leži v pokrajini Daufineji 55 km južno od Grenobla. Je središče doline Trièves, med masivoma Vercors na vzhodu in Dévoluy na zahodu.

## Uprava
Mens je sedež istoimenskega kantona, v katerega so poleg njegove vključene še občine Cordéac, Cornillon-en-Trièves, Lavars, Prébois, Saint-Baudille-et-Pipet, Saint-Jean-d'Hérans, Saint-Sébastien in Tréminis z 2.581 prebivalci.
Kanton Mens je sestavni del okrožja Grenoble.

## Zanimivosti
- cerkev Marijinega Vnebovzetja;